# 4B
4B (с кор. — «Четыре нет» от 비— (bi-)) — южнокорейское феминистское движение, сторонницы которого отказываются встречаться с мужчинами, выходить замуж, заниматься сексом с мужчинами или заводить детей.

## Концепция
Движение «4B» — радикальное феминистское движение, которое предположительно зародилось в Южной Корее в 2019 году. Его сторонницы отказываются встречаться с мужчинами, выходить замуж, заниматься сексом с мужчинами или заводить детей.

## Принципы
Четыре принципа движения 4B («Четыре нет») включают:
- нет сексу с мужчинами (кор. 비섹스, bisekseu)
- не рожать (비출산, bichulsan),
- нет знакомствам с мужчинами (비연애, biyeonae)
- нет бракам с мужчинами (비혼, bihon)

## Сторонницы
Две сторонницы 4B Чжон Се Ён (정세영) и Бэк Ха На (백하나) критикуют брак как закрепление гендерных ролей в Южной Корее. Движение черпает некоторое вдохновение из романа «Ким Джи Ён, 1982 года рождения» южнокорейской писательницы Те Нэм Джу, как и южнокорейские движения «#MeToo» (с англ. — «Я тоже») и «Escape the Corset» (с англ. — «Выберись из корсета»). Движение 4B заявило, что в 2019 году в нём насчитывалось 4000 членов.

## История
Термин «4B» появился в корейских феминистских кругах в Twitter примерно в 2017—2018 годах. Эти группы сформулировали свои принципы на корейском феминистском вики-сайте Femi Wiki, где они изначально определили 4B как «девиз радикального феминизма, который означает „небрак, нерождение детей, неотношения, несекс“».
В 2019 году движение 4B получило более широкое признание в Twitter и через различные феминистские аккаунты в социальных сетях. Одной из примечательных особенностей движения 4B, как и других корейских цифровых феминистских движений, является то, что его участницы часто называют себя «анонимными женщинами» (англ. Anonymous Women), поскольку принято не раскрывать личные данные в сети. Это цифровое движение функционирует как интернет-сообщество, где женщины участвуют в открытых дискуссиях о том, как жить и представлять себе будущее без мужчин. Оно служит платформой, на которой женщины могут выразить свое разочарование и обеспокоенность жизнью в консервативном обществе, одновременно укрепляя чувство солидарности. Кроме того, платформа направлена на мотивацию и вдохновение женщин на протест против свиданий, сексуальных отношений, вступления в брак и рождения детей. Благодаря активному присутствию в Интернете движение стремится повысить осведомленность и привлечь больше сторонников для усиления своего влияния.
Хотя точное количество участников остается неопределенным, по некоторым непроверенным оценкам, число заявленных участников составляет от 500 до 4000 человек. Движение так же распространилось в Южной Африке наряду с #MenAreTrash.
Движение 4B в Южной Корее возникло из серии предшествующих социальных онлайн-движений, которые получили поддержку в социальных сетях.

### Движение Escape the Corset
Движение «Escape the Corset», начавшееся в 2016 году, послужило источником вдохновения для движения 4B. Оно призывает женщин освободиться от сексуального, социального, телесного и психологического угнетения. Слово «корсет» используется корейскими феминистками как метафора общественных механизмов, которые связывают и подавляют женщин, включая навязываемые стандарты красоты. Примечательно, что Южная Корея занимает 10-е место в мире по объёму рынка косметики и является третьим по величине экспортером косметики.
В обществе, где красота имеет огромное культурное и экономическое значение, члены движения «Escape the Corset» критикуют и выступают против косметических процедур, затратных ритуалов ухода за кожей или макияжа, а также обязательства носить модную одежду. Они считают, что все это увековечивает потребительство и мизогинические социальные нормы. В знак протеста они выражают свое неповиновение, уничтожая косметику, отказываясь от косметических усовершенствований, брея головы и отказываясь от модной одежды. Подход Escape the Corset к протесту оказал глубокое влияние на движение 4B.

### Движение #MeToo
Хотя движение #MeToo зародилось в США в 2006 году и приобрело популярность в 2017 году, другие страны, включая Южную Корею, создали собственные движения #MeToo.
Движение #MeToo в Южной Корее побуждало женщин рассказывать о пережитых ими сексуальных домогательствах, чтобы вдохновить на социальные перемены. Вскоре после его создания в конце 2017 года несколько сотен женщин выступили с заявлениями о сексуальных домогательствах и насилии. Это движение также привело к тому, что женщины, которые были вынуждены заниматься проституцией в результате Второй мировой войны и японской оккупации Кореи, впервые массово публично выступили с заявлениями. Корейское движение #MeToo также сосредоточилось на борьбе с фемицидом, порноместью и унижениями женщин на рабочих местах. #MeToo также вдохновило на проведение различных онлайн-кампаний с хэштегами, наиболее популярным из которых является тег #WithYou.
Кампании призваны продемонстрировать солидарность с жертвами сексуального насилия, которые высказались в рамках движения #MeToo. Эти хэштеги вдохновили на создание женских активистских групп, таких как «Гражданские действия в поддержку движения #MeToo» (англ. Citizens Action to Support the #MeToo Movement), которые проводили кампании за прекращение гендерного угнетения и поддержку жертв сексуального насилия в Южной Корее.

### Интерес в США
После президентских выборов в США 2024 года, на которых победил Дональд Трамп, некоторые американские женщины выразили в социальных сетях поддержку движению 4B. Вскоре после объявления выборов видеоролики TikTok, в которых упоминается 4B, были просмотрены сотни тысяч раз, а количество поисковых запросов в Google по этому поводу выросло на 450 %. Американские женщины назвали движение «4 Nos» и «Lysistrata».

## Цели
Движение «4В» призвано стать прямой оппозицией патриархальному государству Южной Кореи и выступить против его пронаталистской политики, которая рассматривает женские тела и репродуктивные навыки как государственные инструменты. Феминистки из движения «4b» известны своим активным сопротивлением навязыванию сексуальных ожиданий в консервативном обществе в вопросах воспитания детей, взаимоотношений и трудоустройства. Это сопротивление подразумевает не только отказ от свиданий, но и неприятие широко распространенных в Южной Корее стандартов сексуальной красоты и связанных с ними потребительских практик. В консервативном и традиционном обществе альтернативные формы протеста в рамках движения 4b включают в себя игнорирование жестких стандартов красоты и традиционных сексуальных ожиданий путем бритья головы и отказа от ношения бюстгальтеров.
Участники движения бросают вызов традиционному образу жизни, основанному на браке и семье, и осуждают гендерную дискриминацию на корейском рынке труда, где женщины зарабатывают на 31 % меньше мужчин, независимо от семейного или родительского статуса, что является реакцией на глубокий демографический кризис в стране. Феминистки 4Б отвергают такое использование репродуктивных способностей женщин и предпочитают дистанцироваться от общества, которое они считают непоправимым.
В то время как активисты 4b стремятся инициировать социальные изменения посредством личных демонстраций, онлайн-активности и демонстрации альтернативного образа жизни для других женщин, их цель — не изменить точку зрения мужчин, потому что их считают угнетателями..

## Четыре вида деятельности

### Брак (bihon)
С 2005 года феминистская активистская группа UnniNetwork продвигает идею bihon как политическую программу, призванную оспорить центральное положение гетеронормативной семейной модели брака в Корее. Они стремились заменить «mihon» (с кор. — «не женат»), на более нейтральный термин «bihon» (с кор. — «холост»). Однако феминистский дискурс bihon не получил широкой поддержки. Движение 4B переняло «bihon» как инструмент активного протеста против господствующей культуры брака.
Хотя практика «gyeolhon» (с кор. — «брак»), была распространена в Корее до 1990-х годов, процент бракосочетаний гетеросексуальных пар в стране резко снизился.

### Деторождение (bichulsan)
В Южной Корее один из самых низких уровней рождаемости в мире. При коэффициенте рождаемости всего 0,7 (по состоянию на 2023 год) каждая южнокорейская женщина в среднем будет иметь менее одного ребёнка за свою жизнь. Это значительно ниже порога 2.1, необходимого для поддержания численности населения страны.
Демографический кризис настолько выражен, что Институт показателей и оценки здоровья при Вашингтонском университете прогнозирует, что население страны, составляющее около 51 миллиона человек, может сократиться примерно вдвое к концу столетия. Этот кризис обусловлен экономической незащищенностью молодежи, высокими расходами на воспитание детей и ценами на недвижимость, а также усугубляется глубоко укоренившейся патриархальной культурой страны. Эти факторы способствуют нежеланию женщин принимать традиционные роли в браке и материнстве.
Имея самый низкий в мире уровень рождаемости, правительство Южной Кореи приняло пронаталистскую политику, направленную на стимулирование увеличения рождаемости. Среди государственных мер — стипендии для молодых родителей, увеличение отпуска матерей и отцов по уходу за ребёнком и субсидии по уходу за ребёнком. Опрос 2022 года показал, что 65 % женщин по сравнению с 48 % мужчин не хотят иметь детей.

### Романтические отношения (biyeonae) и сексуальные отношения (bisekseu)
Женщины из движения «4в» отвергают романтические и сексуальные отношения с мужчинами, поскольку считают их продолжением патриархальной семейной структуры, потому что, смирившись с одиночеством, они переориентируются на представление своего будущего вне брака и откажутся от своего тела как репродуктивного центра в пользу пронаталистского государства.

## Оценка
Весной 2024 года в движение 4B стало популярной темой в социальных сетях вне Южной Кореи. Высказывалось мнение, что низкий уровень рождаемости в Южной Корее связан с движением 4B. Другие утверждали, что масштабы и влияние движения 4B сильно преувеличены.